# 葛西泰二郎
葛西 泰二郎（かさい たいじろう、1903年4月17日 - 1974年2月9日）は、日本の機械工学者。工学博士。九州大学名誉教授。ラグビー日本代表監督。

## 経歴
福岡市大名町（現・福岡市中央区大名）に生まれる。1921年福岡県立中学修猷館、1924年第五高等学校理科甲類を経て、1927年九州帝国大学工学部を卒業する。
1930年九州帝国大学助教授、1936年工学博士、1941年同教授と進み、流体機械、ポンプ、水車などを研究、送風機、圧縮機に主力を注いだが、太平洋戦争とともにその才能を買われ軍に奉仕させられることになる。1942年広海軍工廠における研究業務を委嘱され、1944年3月第2陸軍航空技術研究所に配属。同年6月には海軍に懇願され、国産初のロケット戦闘機「秋水」のエンジン開発に参画するため、第11海軍航空廠及び第1海軍航空技術廠に配属された。しかし、秋水は試作機による試験飛行を終わったところで終戦となり、ロケット機の研究は中絶した。
戦後は、九大に復帰し研究を続け、高性能ガスタービンの研究などを行い、1951年には応用力学研究所教授兼任となった。1967年3月定年退官し九大名誉教授となり、1967年4月から1969年9月まで佐世保工業高等専門学校第2代校長、1969年10月から1973年9月まで九州工業大学学長を歴任した。
九大ラグビー部の創立メンバーの一人であり、1963年にはラグビー日本代表監督を務め、その後九州ラグビーフットボール協会会長として永い間九州のラグビー発展の支柱となった。
1973年勲二等旭日中綬章。
台北帝国大学総長、九州工業大学学長を歴任した応用化学者安藤一雄は岳父である。